# Geografia de Barbados
Barbados é uma ilha relativamente plana, erguendo-se em vertentes de pequena inclinação até uma região central mais elevada, cujo ponto cimeiro é o monte Hillaby, com 336 m de altitude. Situa-se numa posição ligeiramente excêntrica no Oceano Atlântico, quando comparada com as restantes ilhas das Caraíbas. O clima é tropical, com uma estação das chuvas de Junho a Outubro. A cidade principal é Bridgetown, a capital da nação. Outras localidades importantes são Holetown e Speightstown. Ele também destaca promontório rochoso da ilha conhecida como Pico Teneriffe, que recebe o seu nome do fato de que a ilha de Tenerife em Espanha é a primeira terra leste de Barbados de acordo com a crença dos habitantes.